# LG G2
LG G2 — флагманский смартфон компании LG, работающий под управлением операционной системы Android. Устройство было представлено в Нью-Йорке 7 августа 2013 года и стало преемником Optimus G 2012 года и фаблета Optimus G Pro 2013 года. Продажи начались в сентябре 2013 года. Модель отличают характеристики программного обеспечения; качественная звуковая система; экран с разрешением Full HD, диагональю 5,2 дюйма, а также технологией, которая, по заявлениям компании, уменьшает энергопотребление; необычное размещение кнопок питания и регулировки громкости звука: вместо их обычного расположения по бокам корпуса, они расположены на задней части телефона под объективом основной камеры.
Устройство получило в основном положительные отзывы. G2 в основном поддержали за достижение максимально компактных габаритов, несмотря на размеры экрана, высокую производительность, высокое качество дисплея и камеры, а также ёмкий аккумулятор. Мнение критиков насчёт определённых дизайнерских решений разделилось, например заднего расположения кнопок и пластикового корпуса.
Продажи LG G2 превзошли оценку LG: в конце декабря 2013 года корейское информационное агентство сообщило о том, что по всему миру было продано более 3-х миллионов устройств.

## Выпуск
Впервые LG G2 был представлен 7 августа 2013 года в Нью-Йорке. Тогда LG объявила, что девайс поступит в продажу более чем в 130 странах мира в течение двух месяцев.
Для продвижения смартфона LG организовала квест в Сеуле, выпустив гелиевые шары с 100 купонами, которые разлетелись по городу. Компания планировала бесплатно раздать LG G2 тем, кто их найдёт. Однако мероприятие вышло из-под контроля, когда участники начали сбивать шары самодельными инструментами, что привело к 20 травмам. Впоследствии LG принесла извинения, пообещала оплатить лечение пострадавших и отменила подобные акции в других городах.
Смартфон впервые поступил в продажу в США 12 сентября 2013 года.

## Спецификации

### Аппаратное обеспечение
Основным элементом внешности LG G2 является поликарбонатный корпус, в котором в отличие от своего предшественника использована конструкция на основе стекла. Задняя крышка украшена тонким узором в виде диагональных линий, напоминающим карбоновое покрытие. Кнопки регулировки громкости и питания находятся на задней панели устройства под камерой. Пространство вокруг клавиши питания — тонкая линия светодиода, которая может быть использована для оповещений пользователя, например при входящем звонке. Такое расположение кнопок является отличным от большинства смартфонов, в которых они расположены по бокам корпуса. LG заявили, что кнопки, расположенные обычным образом, труднодоступны на крупных смартфонах. Таким образом, кнопки в G2 находятся там, где обычно во время использования расположен указательный палец. Помимо расположения кнопок, особенностью смартфона также является возможность включить устройство, два раза прикоснувшись к любому месту экрана и выключить, два раза прикоснувшись к строке состояния на домашнем экране. Это нововведение было названо «KnockOn».
LG G2 построен на четырёхъядерном процессоре Snapdragon 800 частотой 2.26 ГГц, имеет 2 ГБ оперативной памяти и поддержку сетей LTE и LTE Advanced. Смартфон также оснащён IPS дисплеем диагональю 5.2 дюйма с разрешением Full HD. Для увеличения времени автономной работы в G2 была реализована «графическая память» (англ. Graphics RAM). Технология работает следующим образом: обычно экран смартфона потребляет заряд аккумулятора для обновления картинки несколько раз в секунду, даже если изображение статично. В LG G2 пока отображаемое на экране неподвижно, работает графическая память и заряд смартфона не расходуется. За счёт этого дисплей G2, по заявлениям LG, потребляет на 26 % электроэнергии меньше по сравнению с другими смартфонами.
Большинство версий LG G2 имеет 16 или 32 ГБ встроенной памяти и не поддерживает карты памяти, а также несъёмную крышку аккумулятора, имеющего ёмкость 3000 мАч. Однако южнокорейская модель смартфона отличается от остальных и имеет съёмную крышку аккумулятора, поддерживает карты памяти MicroSD и оснащёна аккумулятором ёмкостью 2610 мАч.

### Программное обеспечение
LG G2 поставляется с операционной системой Android 4.2.2 «Jelly Bean». Смартфон содержит нововведения предыдущих устройств LG, такие как QuickMemo (позволяющее пользователям быстро создавать заметки), QuickRemote (позволяющее использовать устройство как пульт дистанционного управления), QSlide (позволяющее использовать до трёх приложений одновременно) и Voice Mate. К нововведениям, впервые появившимся в LG G2, относится TextLink (анализирующее текстовые сообщения для обработки таких данных, как адреса и даты, и предоставляющее возможность использовать их в других приложениях, таких как календарь, заметки или Google Maps), всплывающее меню рекомендуемых приложений, возникающее при подключении к устройству наушников или USB кабеля, AnswerMe (позволяющее ответить на телефонный вызов, поднеся телефон к голове пользователя), Slide Aside (позволяющее использовать жесты для управления смартфоном), Clip Tray (позволяющее работать с данными из буфера обмена) и гостевой режим.
Возможность обновления до Android 4.4.2 «KitKat» для южнокорейской версии LG G2 была представлена в ноябре 2013 года, а для международных — в марте 2014 года. LG заявили, что обновление заметно увеличивает скорость смартфона, а также увеличивает долговечность батареи и содержит многие другие улучшения KitKat.
Обновление до Android 5.0.2 Lollipop для LG G2 доступно через приложение LG PC Suite для ПК.

### Варианты моделей
LG G2 выпускается в нескольких различных моделях, большинство из которых отличаются только поддержкой различных региональных сетей и различных полос частот. Южнокорейская модель смартфона имеет съёмную крышку аккумулятора (однако менее ёмкий по сравнению с другими моделями аккумулятор) и поддерживает карты памяти MicroSD. Основным отличием американской модели компании Verizon Wireless является возможность заряжать устройство беспроводным способом с помощью стандарта питания Qi, однако она имеет немного иную конструкцию: отличающееся покрытие задней панели, дизайн кнопок регулировки громкости и питания, а также основной камеры, и другие отличия. В январе 2014 года LG заявили о выпуске ограниченного издания G2 эксклюзивно для нескольких азиатских рынков в честь китайского Нового года, которое имело текстурированную заднюю крышку вместо пластиковой, использовавшейся в обычных моделях LG G2, и было представлено в красной и золотой расцветке.

## Комментарии
1. ↑  Этого удалось достичь за счёт минимальных размеров рамки слева и справа от дисплея, а также рамок сверху и снизу. Тонкие рамки создают ощущение того, что вся лицевая поверхность — один сплошной экран.